# Florence Chitacumbi
Florence Chitacumbi, née en 1965 à la Chaux-de-Fonds. est une chanteuse de soul suisse et angolaise.  Sa musique reflète cette double origine et les paroles de ses chansons affirment son identité noire tout en étant suissesse, notamment dans ReBelles et Sang mêlé de l'album ReBelles. Florence Chitacumbi a été invitée par le siège de Pro Helvetia en Afrique Subsaharienne. 

## Biographie
Florence Chitacumbi naît en 1965, à la Chaux-de-Fonds, dans le Canton de Neuchâtel, d'un père angolais et d'une mère suissesse,,. 
Ses influences musicales se situent entre le jazz et les musiques africaines. Elle chante en plusieurs langues : français, anglais, douala, umbundu, kikongo et son style est caractérisé par le mélange des genres, : soul, funk, jazz, groove, afrobeat. Elle sort son premier single en 1989. 
Florence Chitacumbi se produit sur scène en Suisse et à l'étranger. En 2014, elle effectue une tournée en Chine, soutenue financièrement par la ville de Neuchâtel qui lui demande d'être une ambassadrice de la région neuchâteloise,.   
Elle se produit sous son nom, mais également avec des formations comme le groupe de jazz féminin Four Roses, avec Béatrice Graf, Big Band de Lausanne, La Fête à Bühler, ou encore l'ensemble à cordes La Stravaganza.  
Elle enseigne dans diverses institutions comme l'école des musiques actuelles (ETM) à Genève, le Conservatoire de musique de Neuchâtel. 

## Discographie sélective
Singles et albums , :
- Chitacumbi, Florence, and Amis du jazz. Let's Have a Good Time. [Les Amis Du Jazz De Cortaillod], 2014
- Chitacumbi, Florence, et al. Rebelles. F. Chitacumbi, 2013
- Chitacumbi, Florence, and Amis du jazz. Lady's Time, 2008
- Chitacumbi, Florence, et al. Regards Croisés. Disques Office, 2006
- Chitacumbi, Florence. 6e Sens. Zedprod, 2000
- Chitacumbi, Florence. Uniq. Hear We Go : Cod-Tuxedo, 1994
- Léchot, B., Châtelain, T., Duggan, A., Frenk, E., Kizilçay, E., Poget, L., & Chitacumbi, F. (2014). Des accords. Neuchâtel: Vox & Verb
- Léchot, Amaudruz, Chitacumbi, Jeanrichard, Pellaton, Lopez, etc., Châtelain, Thierry. (2003). Passage. Berne: Belisah